# Alberto Conte
Alberto Conte (Asti, 22 marzo 1942) è un matematico italiano.
È stato docente ordinario di Geometria Superiore nell'Università di Torino. Ha inoltre svolto l'incarico di consigliere comunale della Città di Torino dal 1985 al 1990.

## Biografia
Alberto Conte si è laureato in matematica nel 1965 presso l'Università di Torino, dove si è svolta tutta la sua carriera accademica quale assistente (dal 1965), professore incaricato (dal 1967) e infine professore ordinario di geometria (dal 1976 al 1991) e di Geometria superiore (dal 1991 al 2012). Oggi è professore emerito della stessa università.
Allievo di Alessandro Terracini e di Davide De Maria, si occupa soprattutto di geometria algebrica.
È stato Visiting Fellow presso l'Università di Warwick (UK) nell'anno accademico 1970-71 e presso l'Istituto Mittag-Leffler (Svezia) nei mesi di novembre e dicembre 1982.
Ha avuto numerosi incarichi di prestigio sia in organismi istituzionali, sia nelle associazioni nazionali e internazionali di matematica. In particolare è stato presidente dell'UMI dal 1994 al 2000. Dirige le collane scientifiche della casa editrice Bollati Boringhieri.
Nel 2000 il Presidente della Repubblica Carlo Azeglio Ciampi lo ha insignito della Medaglia ai benemeriti della scienza e della cultura.
Dal 1º ottobre 2006 al 30 settembre 2012 è stato Preside della Facoltà di Scienze Matematiche, Fisiche e Naturali dell'Università di Torino.
È stato Presidente triennale dell'Accademia delle Scienze di Torino dal 1 novembre 2012 al 1 novembre 2016.
Dal 9 maggio 2016 è componente del Consiglio Generale della Compagnia di San Paolo su indicazione della Accademia delle Scienze.
È cugino dei cantautori Giorgio e Paolo Conte.

## Opere
È autore di oltre 70 pubblicazioni scientifiche nell'ambito della topologia, della storia della matematica e della geometria algebrica.